# César González Matamoros
César Andrés González Matamoros (Alajuela, 11 de junio de 1986) es un futbolista costarricense, juega como defensa y actualmente juega en la AD Carmelita de la Primera División de Costa Rica.

## Clubes
| Club             | País       | Año               |
| ---------------- | ---------- | ----------------- |
| Municipal Grecia | Costa Rica | 2010 - 2011       |
| Limón FC         | Costa Rica | 2011              |
| AD Carmelita     | Costa Rica | 2012 - Actualidad |